# Bulevar Barbès

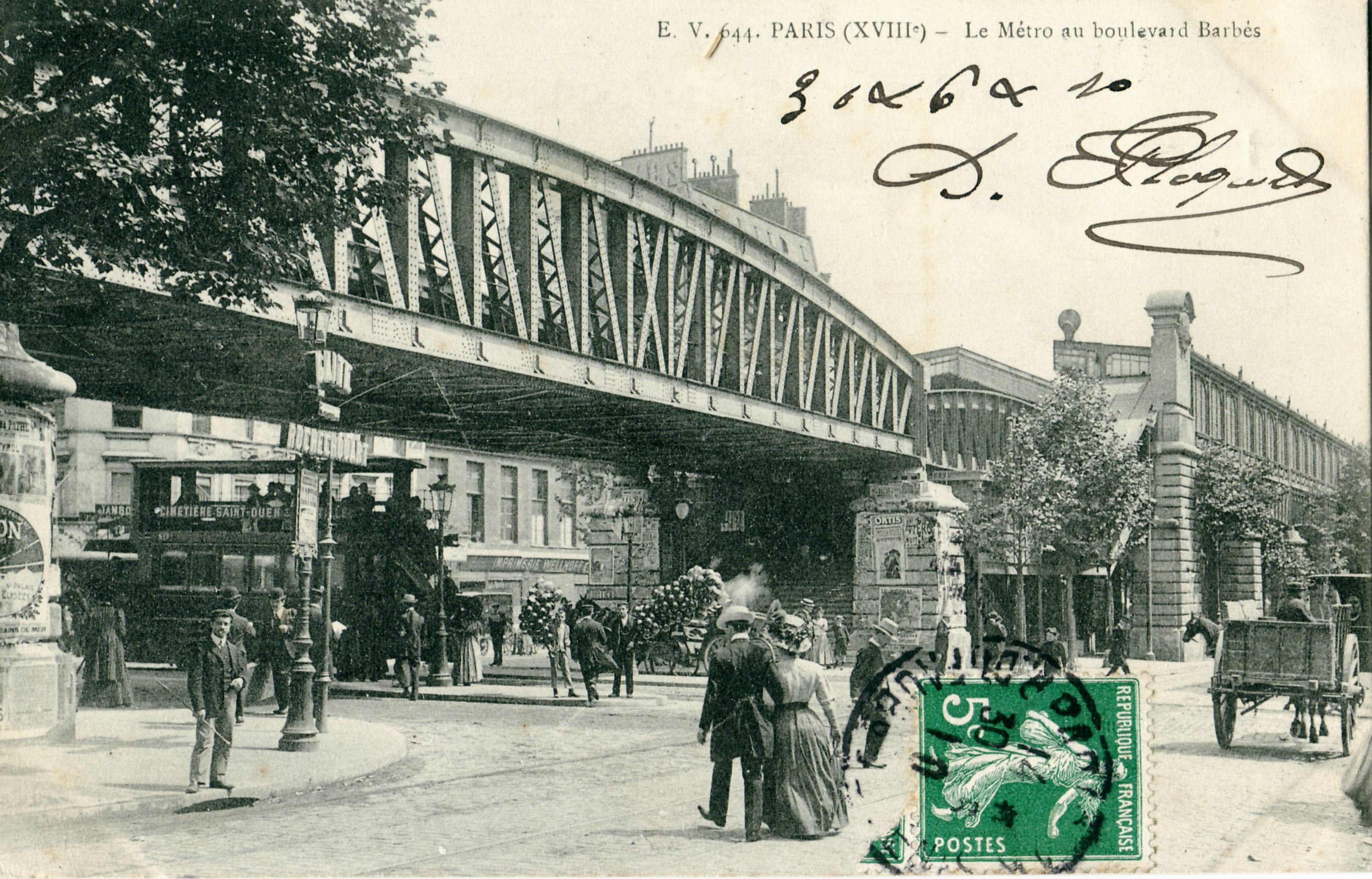
En la primera década del siglo XX los tranvías y el metro estructuraban el Boulevard

El bulevar Barbès (en francés: boulevard Barbès) es un bulevar situado en el  XVIII distrito de París. Fue perforado en 1867 en los  trabajos de Haussmann, en lo que era originalmente la mitad sur del bulevar Ornano. Toma su nombre de Armand Barbès, político francés del siglo XIX. Pasa por el antiguo pueblo de Clignancourt, que se une a París en 1860 y ahora es la arteria central de la Goutte d'Or, una de las principales áreas populares de París.

## Descripción
La  Línea 4 del  metro sigue , bajo tierra, la ruta de la avenida, deteniéndose en tres estaciones a lo largo de este: Marcadet - Poissonniers en el extremo norte de la estación Boulevard (también es servida por la   Línea 12),  Chateau Rouge en su centro, y  Barbès - Rochechouart en su extremo sur (estación también es servida por la  Línea 2 cruce de la avenida a través de un puente).
Considerado por el Ayuntamiento de París como incómodo, ruidoso y muy contaminado, el bulevar Barbès ha experimentado recientemente una remodelación completa. Este proceso, denominado "espacio civilizado" ha supuesto la redistribución  del espacio público a favor del transporte público, ciclistas y peatones, a la vez que busca mejorar las condiciones de vida y promover la vitalidad de los locales comerciales del bulevar. La remodelación se completó en 2007.